# San Juan (La Union)
Pour les articles homonymes, voir San Juan.
San Juan est une localité de la province de La Union, aux Philippines. En 2015, elle compte 37 188 habitants.